# Gal Gadot
Gal Gadot-Varsano (hebrejski: גל גדות‎; Tel Aviv, 30. travnja 1985.) je izraelska glumica, producentica i fotomodel. Kad je navršila 18 godina u 2004. godini bila je okrunjena kao Miss Izraela. Nakon toga je dvije godine služila obvezni vojni rok u izraelskoj vojsci, nakon čega je započela studirati na IDC Herzliya u blizini Tel Aviva, a istovremeno je gradila i svoju modnu i glumačku karijeru.
Prva internacionalna filmska rola za Gadot je bila uloga Gisele Yashar u filmu Brzi i žestoki: Povratak (2009), uloga koju je reprizirala i u narednim filmovima te filmske franšize. Nakon toga je postala svjetski poznata po svojoj ulozi Diane Prince u filmu Wonder Woman dijelu filmske franšize DC Extended Universe, u filmu Batman v Superman: Zora pravdenika (2016) nakon čega je uslijedio njezi prvi solo film u toj ulozi - film Wonder Woman, a odmah nakon toga i film Justice League (oba filma u 2017.), nastavak Wonder Woman 1984 (2020) te film Justice League Zacka Snydera (izlazi u 2021), redateljeva verzija filma Justice League iz 2017. U 2018 magazin Time je proglasio Gadot jednom od 100 najutjecajnijih ljudi na svijetu, a na toj listi je figurirala kao jedna od najbolje plaćenih glumica.
U listopadu 2020. na godišnjoj Forbesovoj listi najplaćenijih glumica na svijetu našla se na trećem mjestu uz navođenje plaće od 20 milijuna USD koju je dobila za svoju ulogu u Netflixovom filmu Red Notice. U lokalnim medijima u Izraelu nazivaju je "najvećom izraelskom superzvijezdom".

## Djetinjstvo
Gal Gadot je rođena u Petah Tikvi u Izraelu, a odrasla je u obližnjem gradu Rosh HaAyin. Na hebrejskom njeno ime znači "val", a prezime "riječne obale". Njena majka je Irit (rođena Weiss), učiteljica tjelesnog odgoja, a otac je Michael Gadot, inženjer. Roditelji su joj iz Izraela, a njihovo prezime je hebreizirana inačica njihovog originalnog prezimena "Greenstein" kojeg su promijenili prije njenog rođenja. Gadotin otac je šesta generacija židova rođenog u Izraelu, a njeni baka i djed su rođeni u Europi. Djed, koji je bio zarobljen u koncentracijskom logoru Auschwitz preživio je holokaust, a baka je izbjegla prije invazije nacista. Gadot je za sebe izjavila da je odrasla u "izrazito židovskoj obitelji u Izraelu". Gadotini korijeni su oni Aškenazi Židova iz Poljske, Austrije, Njemačke i Češke. Ima mlađu sestru koja se zove Dana Gadot.

## Karijera

### Natjecanja ljepote i karijera foto modela
U dobi od 18 godina, 2004. godine, Gadot je pobijedila na izboru za Miss Izraela te se nakon toga, kao predstavnica Izraela takmičila na natjecanju Miss Universe koje je kasnije te godine održano u Ekvadoru.
Kao model, bila je dio međunarodnih kampanji za marke poput Miss Sixty, Huawei pametne telefone, Captain Morgan rum, parfeme Gucci, Vine Vera liniju kozmetičkih proizvoda za njegovanje kože i automobile Jaguar. U 2015. postala je zaštitno lice Guccijevog parfema Bamboo. Pojavljivala se i na naslovnicama časopisa Cosmopolitan, Glamour, Bride Magazine, Entertainment Weekly, UMM, Cleo, Fashion, Lucire i FHM. U periodu od 2008. do 2016. Gadot je bila glavni model modne marke Castro. U 2013, njeni godišnji prihodi od manekenstva i glume su procijenjeni na 2,4 milijuna NIS.
U 2007. Gadot, koja je tada imala 21. godinu, bila je dio foto priloga časopisa Maxim na temu "Žene u Izraelskim obrambenim snagama" nakon čega su njene fotografije objavljene na naslovnici novine New York Post.
U 2017. Gadot je postavljena na listu 100 najseksipilnijih žena časopisa FHM.

### Gluma
Nakon što je završila prvu godinu fakulteta producenti filma Zrno utjehe, filma o Jamesu Bondu, kontaktirali su njenog agenta i tražili da Gadot pristupi audiciji za ulogu Camille Montes. Iako je ulogu na kraju dobila Olga Kurylenko, nekoliko mjeseci kasnije Gadot je dobila svoju prvu glumačku ulogu u izraelskoj drami Bubot iz 2007. Nakon tri mjeseca isti direktor kastinga koji je bio prisutan na njenoj audiciji za Zrno utjehe odabrao je Gadot za ulogu Gisele Yashar u akcijskom filmu Brzi i žestoki: Povratak, četvrtom filmu Brzi i žestoki franšize. Gadot je sama snimala sve akcijske scene u tim filmovima, bez korištenja kaskaderki.
U 2010. imala je male uloge u akcijskoj komediji Date Night te u avanturističkoj komediji Knight and Day. U 2011. je ponovo odigrala ulogu Gisele u filmu Brzi i žestoki 5, a u 2013. u Brzi i žestoki 6.
Gadot je u 2016. godini glumila Wonder Woman u filmu o superherojima Batman v Superman: Zora pravednika. Za tu ulogu Gadot se dugo pripremala tako što je pohađala lekcije iz mačevanja i borilačkih vještina kao što su Kung Fu, kickboxing, capoeira and Brazilski jiu-jitsu. Njena gluma u ulozi superheroine Wonder Woman, što je bilo prvo pojavljivanje tog lika na filmskom platnu, izdvojena je od strane filmskih kritičara kao jedan od najboljih dijelova tog filma.
Gadot, njena kolegica Lynda Carter koja je također glumila lik Wonder Woman u istoimenoj TV seriji u sedamdesetima, predsjednica grupe DC Entertainment Diane Nelson, režiserka filma Wonder Woman Patty Jenkins te glavna podtajnica Ujedinjenih naroda Cristina Gallach zajedno su nastupile u sjedištu Ujedinjenih naroda 21. listopada 2016. godine, na 75. godišnjicu prvog pojavljivanja strip heroine Wonder Woman, kako bi obilježili njeno proglašenje za "Počasnu veleposlanicu UN-a za osnaživanje uloge žena i djevojčica u svijetu". Ova gesta je zamišljena s ciljem podizanja svijesti o Cilju održivog razvoja br. 5 UN-a kojim se traži da se do 2030. godine dostigne puna rodna jednakost i time osnaži uloga svih žena i djevojčica u svijetu. Odluka o proglašenju je negativno primljena od strane osoblja UN-a koje je u peticiji glavnom tajniku UN-a Ban Ki-moonu prigovorilo kako lik Wonder Women "nije kulturno široko prihvaćen i osjetljiv" te kako je u prošlosti služio da objektificira žene. Kao rezultat te peticije superheroina Wonder Women je ostala bez titule veleposlanice, a cijeli projekt je odbačen 16 prosinca iste godine.
U 2017. godini Gadot je bila zvijezda zasebnog filma o njenom liku Wonder Woman. Reprizirala je istu ulogu u filmu Justice League, koji je bio objavljen u studenom 2017, u kojem se njen lik pojavljivao zajedno s ostalim superjunacima, a koji je njen treći film u DC Extended Universe franšizi. Te iste godine Gadot je pozvana da se priključi holivudskoj Academy of Motion Picture Arts and Sciences, udruženju glumaca i ostalih filmskih djelatnika poznatom po dodjeli nagrade za filmska ostvarenja Oscar.
U prosincu 2020. Gadot je bila zvijezda u drugom filmu iz serijala filmova o Wonder Women pod nazivom Wonder Woman 1984. U lipnju 2018., za vrijeme stanke u snimanju tog filma, Gadot je posjetila dječju bolnicu u Virginiji odjevena u kostim sa seta snimanja filma Wonder Woman 1984.
Forbes je 2020. godine Gadot stavio na treće mjesto najplaćenijih glumica na svijetu, s godišnjom zaradom od 31,5 milijuna dolara. Dana 11. listopada 2020. potvrđeno je da se Gadot ponovno susreće s redateljicom filma Wonder Woman Patty Jenkins na Cleopatri, epskom filmu o Kleopatri u produkciji Paramount Pictures. U prosincu je Gadot dobila ulogu u špijunskom trileru Heart of Stone.

### Producentica
U listopadu 2019. Gadot je, zajedno sa svojim suprugom Yaronom Varsanom, osnovala producentsku kuću Pilot Wave te izjavila kako će koproducirati seriju o glumici i izumiteljici Hedy Lamarr za Apple TV+, u kojoj će i glumiti, kao i povijesni triler o Ireni Sendler, humanitarki iz Drugog svjetskog rata, za Warner Bros.